# Petenia splendida
Petenia splendida är en fiskart som beskrevs av Günther 1862. Petenia splendida ingår i släktet Petenia och familjen Cichlidae. Inga underarter finns listade i Catalogue of Life.